# Heremigariusz
Heremigariusz (Hermigariusz) – znaczący wódz swebski działający na terenie Luzytanii na początku V wieku. 
Mógł on być współrządcą pierwszego władcy galicyjskich Swebów, Hermeryka, ale brakuje bezpośrednich dowodów na poparcie tej tezy. 
Heremigariusz jest znany dzięki relacji Hydacjusza, który odnotował jego wyprawy przeciwko miastom kontrolowanym przez Wandalów – Sewilli i Méridzie. Kampania z 429 roku zakończyła się jednak klęską Swebów, którzy zostali pokonani przez siły Genzeryka, natomiast sam Heremigariusz zginął, topiąc się w rzece Ana podczas ucieczki przed Wandalami.